# Kemerovo
Kemerovo (rusko Ке́мерово) je industrijsko mesto in glavno mesto Kemerovske oblasti v Rusiji. Mesto leži ob sotočju rek Iskitimke in Toma v Kuzneckem bazenu, ki je pomembno nahajališče premoga. Leta 2021 je imelo mesto 557.119 prebivalcev.
Do 27. marca 1932 se je mesto imenovalo Ščeglovsk.

## Zgodovina
Mesto je spoj in naslednik več starejših ruskih naselij. V bližini je bila leta 1657 ustanovljena postojanka na cesti iz Tomska v Kuznecko trdnjavo. Leta 1701 je bila na levem bregu Toma ustanovljena vas Ščeglovsk. Leta 1859 je na mestu sodobnega Kemerovega obstajalo sedem vasi: Ščeglovka, Kemerovo, Jevsejevo, Krasni Jar, Kur-Iskitim, Davidovo in Borovaja.
Leta 1721 je bil na tem območju odkrit premog. Prve rudnike premoga so odprli leta 1907, leta 1916 pa je bila odprta tudi kemična tovarna. Leta 1917 je bilo prebivalstvo Ščeglovega okrog 4000 ljudi.
Nadaljnji razvoj območja je pospešila izgradnja železnice med Jurgo in Kolčuginom, s povezavo med Topki in Ščeglovim. 9. maja 1918 je Ščeglovo prejelo status mesta kot Ščeglovsk in ta datum velja za ustanovitev Kemerova. Mesto je postalo osrednja točka Avtonomne industrijske kolonije Kuzbasa, ki je bila ustanovljena leta 1921. Sem se je priselilo 650 delavcev iz 20 držav in ustanovili so Kemerovsko kemično tovarno koksa. 27. maja 1932 je bil Ščeglovsk preimenovan v Kemerovo. Leta 1943 je postalo sedež Kemerovske oblasti.

## Gospodarstvo
Industrializacija Kemerovega je bila gnana predvsem z rudarjenjem premoga in graditvijo težke industrije, ki je uporabljala premog. Kemerovo ostaja pomembno industrijsko mesto s pomembnimi proizvodnimi tovarnami za steklarstvo, aluminij in strojegradnjo ter kemično industrijo in industrijo gnojil.